# Trasmissione (meccanica)
Negli autoveicoli, la trasmissione è l'insieme di componenti che trasferiscono il moto rotatorio del motore, e dunque anche la sua potenza, alle ruote del veicolo. Nello specifico, la frizione, il cambio, i vari alberi di trasmissione, i differenziali e i vari semiassi.
Più in generale nell'industria sono utilizzati sistemi meccanici di trasmissione per trasferire l'energia cinetica da un motore di qualunque tipo ad un elemento utilizzatore. Organi adatti a questo scopo sono alberi, cinghie e pulegge, catene e ruote dentate, serie di ingranaggi, leve e bielle.

## Trasmissione meccanica

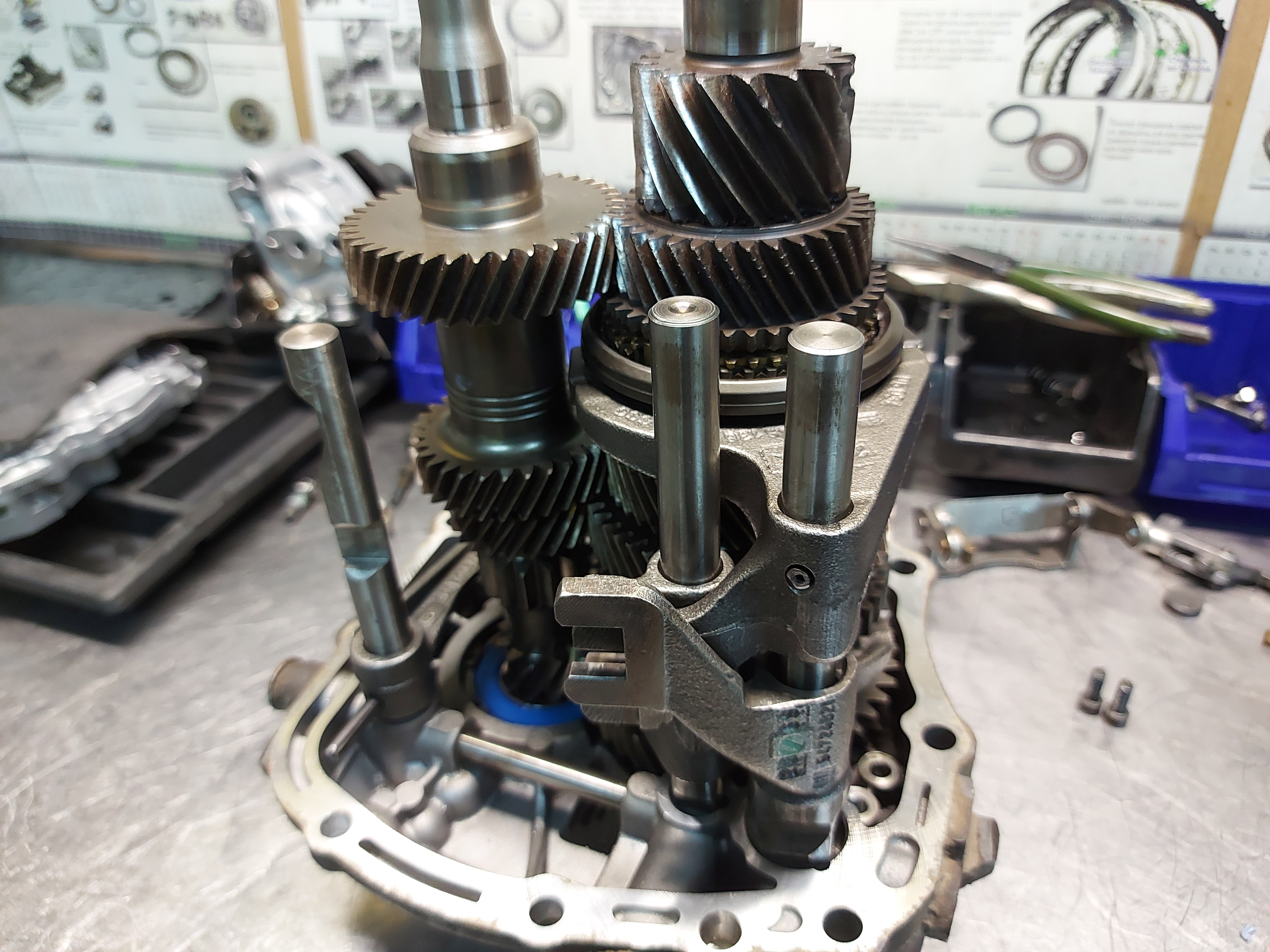
Opel manual transmission

Nelle automobili e altri veicoli la trasmissione è solitamente di tipo meccanico, ed è costituita dai seguenti elementi:
- Frizione, permette di isolare temporaneamente l'albero di trasmissione dall'albero motore per effettuare una partenza graduale e per il cambio delle marce
- Cambio, è un sistema di ingranaggi con la funzione di cambiare il rapporto di trasmissione tra ruote e motore allo scopo di fare funzionare quest'ultimo a regimi di rotazione ottimali nonostante il variare della velocità del veicolo; il cambio, oltre che manuale, può essere automatico e continuo;
- Giunti elastici, aggiungono una certa elasticità all'albero di trasmissioni per assorbire e livellare variazioni istantanee del momento torcente;
- Giunti cardanici permettono di deviare liberamente la direzione degli alberi di trasmissione;
- Albero di trasmissione, nei veicoli a trazione posteriore e motore anteriore trasferisce il moto dal cambio al differenziale oppure dall'uscita motore al gruppo cambio-differenziale posteriore (sistema Transaxle);
- Coppia conica, cambia il moto rotatorio da trasversale a longitudinale attraverso ingranaggi calettati elicoidalmente;
- Differenziale, distribuisce la rotazione tra le due ruote permettendo l'effettuazione delle curve;
- Semiassi, alberi che collegano il differenziale alle ruote;

Nelle motociclette si possono avere anche altri sistemi come:
- Ingranaggi, generalmente costituisce la trasmissione finale (detta secondaria) dei mezzi a due ruote con cambio a variatore o la trasmissione iniziale (detta primaria) (albero motore e frizione) dei motocicli con cambio.
- Catena di trasmissione, utilizzata sulla quasi totalità delle motociclette.

Questa serie di organi può differire in diversi punti.
Nei veicoli con certi tipi di cambio automatico la frizione non esiste.
Nei veicoli a quattro ruote motrici sono presenti due o tre differenziali.
- Cinghia dentata, utilizzata in alternativa alla catena.

Nelle biciclette la trasmissione è effettuata da una catena che unisce la ruota dentata dei pedali con un pignone, connesso al mozzo della ruota posteriore attraverso un sistema detto scatto libero o ruota libera. Questo consente alla ruota di girare liberamente nel senso del moto senza trascinare i pedali. Il cambio di velocità può essere a deragliamento, in cui la catena viene spostata tra diversi ingranaggi affiancati con differente numero di denti, oppure epicicloidale, integrato nel mozzo.
Un altro sistema di trasmissione è quello a scatto fisso, in cui il movimento dei pedali è sempre solidale a quello delle ruote, sia nel senso del moto che in quello opposto (è il caso delle bici da pista e più in generale delle bici a scatto fisso).
Il rendimento della trasmissione meccanica dei mezzi di trasporto è relativamente efficiente nei singoli componenti (dove il cambio ha un rendimento di circa 0,941, l'albero di trasmissione al differenziale o alle ruote con il giunto cardanico o altro sistema alle due estremità si attesta a circa 0,98, il differenziale si attesta a circa 0,931), ma essendo diversi elementi in serie alla fine ha un impatto più o meno consistente sulla resa finale della potenza trasmessa, che nel caso di mezzi a motore anteriore e trasmissione posteriore si arriva ad un rendimento finale di 0,841, mentre con mezzi a motore e trasmissione anteriore, ma anche per i mezzi con motore centrale o posteriore e trasmissione posteriore il rendimento finale è di circa 0,858, anche i veicoli con motore e trazione anteriore hanno un rendimento finale di circa 0,858, mentre per i mezzi a trazione integrale permanente il rendimento è di circa 0,767, mentre per i mezzi con trazione integrale inseribile e senza differenziale o giunto viscoso centrale il rendimento è di circa 0,803-0,81 (che in modalità 2 ruote motrici diventa 0,816-0,833).

## Trasmissione fluidodinamica
Nelle macchine da cantiere e di movimento terra, spesso viene adottato un sistema di trasmissione della potenza basato sulla pressione di un liquido incomprimibile, solitamente un apposito olio. Questa scelta è determinata dal fatto che queste macchine spesso hanno organi mossi da sistemi fluidodinamici, pale, scavatrici ecc. e l'implementazione di motori idraulici sulle ruote è più semplice ed economico che non installare una trasmissione meccanica. Questa soluzione inoltre svincola la progettazione dalla posizione di assi ed ingranaggi, poiché il moto può essere trasmesso attraverso tubi flessibili.
In queste macchine il motore aziona esclusivamente una pompa che spinge il fluido a pressioni di centinaia di bar.
Un sistema di valvole manovrate dalle leve dell'operatore inviano il fluido ai cilindri idraulici che generano moto lineare ed ai motori idraulici che producono rotazione. La rotazione può essere applicata alle ruote oppure usata per esempio per fare girare la macchina operatrice sulla base. La trasmissione fluidodinamica elimina la necessità di cambio e differenziale.
La velocità del veicolo viene infatti determinata dal flusso di olio ai motori, in alcune applicazioni attraverso un pedale di accostamento.
In alcuni casi vengono collegati allo stesso organo due motori idraulici. Attraverso un sistema di valvole è possibile decidere di fare scorrere il fluido in serie nei due motori oppure in parallelo. Il primo caso permette una velocità maggiore, mentre nel secondo la velocità è dimezzata ma il momento torcente risulta doppio.

## Trasmissione elettrica
In alcune macchine con potenze di molti megawatt, come le locomotive diesel, le navi o grandi macchine operatrici, una trasmissione meccanica, ed in particolare il cambio e la frizione, richiederebbe organi meccanici enormi e pesanti, con notevole calo di rendimento. L'alternativa fluidodinamica è in molti casi sconveniente perché non permette un'ampia modulabilità della velocità e comunque ha un rendimento non eccellente. La soluzione ottimale in questi casi è la trasmissione basata sull'energia elettrica, grazie anche ai progressi nell'elettronica di gestione della potenza.
Il motore a combustione interna aziona un alternatore. Da qui, attraverso cavi elettrici (molto più comodi e versatili di un albero o un tubo) l'energia viene portata ad un quadro di controllo dove viene modulata attraverso un inverter, quindi inviata a diversi motori elettrici, uno per ogni ruota o elica.
Questo sistema offre un buon rendimento energetico perché il motore può essere fatto funzionare ad un regime di rotazione sempre ottimale, elimina la necessità di cambio e differenziale, permette di avere molte ruote motrici indipendenti, permette eventualmente il recupero dell'energia cinetica in frenata (utilizzando batterie) e offre una modulabilità di velocità ampia e lineare. È il principio utilizzato anche nelle automobili ibride.

## Trasmissione selettiva o totale
In un veicolo, la trasmissione può poi dare impulso di rotazione a tutte le ruote o solo ad alcune; ciò viene specificato dal tipo di trazione utilizzata (anteriore, posteriore, tutte ruote motrici, etc.).